# The Elder Scrolls

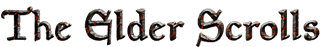
Il logo della serie

The Elder Scrolls (traducibile dall'inglese come Le antiche pergamene) è una serie di videogiochi action RPG sviluppati e pubblicati da Bethesda Softworks per console e PC a partire dal 1994, anno di pubblicazione del primo capitolo della saga principale, The Elder Scrolls: Arena.
Inizialmente disponibile solamente per PC, a partire dal terzo capitolo la saga è diventata disponibile anche per Xbox, estendendosi poi a PlayStation 3 e MacOS, fino a PlayStation 4, Xbox One e Nintendo Switch. Con l'uscita dell'Anniversary Edition di The Elder Scrolls V: Skyrim l'11 novembre 2021, in occasione del decimo anniversario di uscita del gioco, la saga si estende anche a PlayStation 5 ed Xbox Series X/S.

## Caratteristiche
I giochi appartenenti a The Elder Scrolls presentano una certa flessibilità e variabilità per quanto riguarda l'impostazione dell'esperienza di gioco: per quanto si tratti di una serie di action RPG, inizialmente i giochi erano concepiti per una personalizzazione limitata del personaggio, almeno fino al quarto capitolo della saga. È con Skyrim che si è data una maggior attenzione alla possibilità di modellare a proprio piacimento il personaggio, strada che la casa di produzione ha voluto intraprendere anche attraverso lo spin-off di The Elder Scrolls Online, un vero e proprio MMORPG.

## Capitoli
La serie di The Elder Scrolls conta sei capitoli principali, di cui l'ultimo attualmente in fase di pre-produzione:
| Titolo                           | Data di uscita | Piattaforma | Ambientazione                         | DLC                                  |
| -------------------------------- | --- | --- | ------------------------------------- | ------------------------------------ |
| The Elder Scrolls: Arena         | 25 marzo 1994 | MS-DOS | Tamriel                               | -                                    |
| The Elder Scrolls II: Daggerfall | 31 agosto 1996 | MS-DOS | High Rock e una regione di Hammerfell | -                                    |
| The Elder Scrolls III: Morrowind | 1º maggio 2002 (Windows), 6 giugno 2002 (Xbox) | Windows 98, Xbox | Vvardenfell                           | Tribunal, Bloodmoon                  |
| The Elder Scrolls IV: Oblivion   | 20 marzo 2006 (Windows, Xbox 360), 20 marzo 2007 (PlayStation 3), 22 aprile 2025 (Remastered) (Windows, PlayStation 5, Xbox Series X/S)                                                             | Windows 2000, Xbox 360, PlayStation 3, PlayStation 5, Xbox Series X/S                                                      | Cyrodiil                              | Knights of the Nine, Shivering Isles |
| The Elder Scrolls V: Skyrim      | 11 novembre 2011 (Standard Edition), 28 ottobre 2016 (Xbox One, PlayStation 4), 17 novembre 2017 (Nintendo Switch), 10 giugno 2018 (Amazon Echo), 11 novembre 2021 (PlayStation 5, Xbox Series X/S) | Windows XP, Xbox 360, Xbox One, Xbox Series X/S, PlayStation 3, PlayStation 4, PlayStation 5, Nintendo Switch, Amazon Echo | Skyrim                                | Dawnguard, Hearthfire, Dragonborn    |
| The Elder Scrolls VI             | TBA | - | -                                     | -                                    |

Esistono inoltre sei spin-off:
| Titolo                                 | Genere                    | Data di uscita                                                                          | Piattaforma                             | Ambientazione                                                  |
| -------------------------------------- | ------------------------- | --------------------------------------------------------------------------------------- | --------------------------------------- | -------------------------------------------------------------- |
| An Elder Scrolls Legend: Battlespire   | Action RPG                | 30 novembre 1997                                                                        | MS-DOS                                  | Battlespire, Oblivion                                          |
| The Elder Scrolls Adventures: Redguard | Avventura dinamica        | 31 ottobre 1998                                                                         | MS-DOS                                  | Stros M'Kai, Hammerfell                                        |
| The Elder Scrolls Travels              | Action RPG                | 2003 - 2006                                                                             | N-Gage, telefoni cellulari J2ME e BREW  | Black Marsh, Skyrim, Hammerfell, High Rock, Cyrodiil, Oblivion |
| The Elder Scrolls Online               | MMORPG                    | 4 aprile 2014 (Windows, MacOS), 9 giugno 2015 (PlayStation 4, Xbox One)                 | Windows, MacOS, PlayStation 4, Xbox One | Tamriel*                                                       |
| The Elder Scrolls: Legends             | Gioco di carte strategico | 9 marzo 2017 (Windows), 23 marzo 2017 (iOS), aprile 2017 (Android), maggio 2017 (MacOS) | Windows, MacOS, iOS, Android            | -                                                              |
| The Elder Scrolls: Blades              | Action RPG                | 2020                                                                                    | iOS, Android, Nintendo Switch           | Cyrodiil                                                       |

### Capitoli principali

#### The Elder Scrolls: Arena(1994)
La saga di The Elder Scrolls prese avvio con la pubblicazione del GdR d'azione The Elder Scrolls: Arena, pubblicato nel 1994. Il videogioco venne concepito da Ted Peterson e Vijay Lakshman semplicemente come un gioco richiamante l'età medievale, sia per ambientazione sia per trama, da giocare in prima persona, ispirandosi al poco fortunato Legends of Valour. Successivamente, al duo di sviluppatori si aggiunse anche Julien Lefay, grazie al quale il gioco acquisì sia l'impronta di action RPG sia di open world, ispirandosi a Ultima Underworld. Originariamente, infatti, il gioco non era stato concepito come un GdR, bensì come un'avventura nella quale il protagonista avrebbe dovuto viaggiare in varie regioni per diventare un Campione.
Arena è ambientato nel continente di Tamriel (appartenente al mondo di Nirn), il quale si trova sotto il controllo dell'Impero dei Septim, che ha capitale nella provincia di Cyrodiil. Oltre ad essa, il dominio imperiale comprende altri otto territori, ad ognuno dei quali corrisponde una specifica razza abitante autoctona.
A rendere innovative le meccaniche di Arena fu proprio la possibilità di scegliere la razza cui appartenere, nell'hub di creazione del personaggio. Al gioco fu inoltre fornita una trama principale, lineare ed opzionale, oltre a numerose quest secondarie: il protagonista deve viaggiare lungo i territori di Tamriel, alla ricerca degli 8 pezzi del Bastone del Caos, con cui sconfiggere Jagar Tharn, mago-guerriero usurpatore del trono imperiale di Uriel Septim VII.
La deadline per la pubblicazione di TES: Arena coincideva con il Natale 1993, ma non fu rispettata. Nonostante fattori come la posticipazione della sua pubblicazione e la presenza di numerosi errori di programmazione nel gioco, esso divenne ben presto popolare, acquisendo notorietà e dando avvio alla serie vera e propria.

#### The Elder Scrolls II: Daggerfall(1996)
Il secondo capitolo della saga, Daggerfall, uscì nel 1996, a poco più di due anni di distanza da Arena. Anch'esso è ambientato nel continente di Tamriel, ed ancora una volta Peterson e Lefay collaborarono per la realizzazione del videogioco, a partire dalla pubblicazione di Arena. A differenza del precedente capitolo, tuttavia, il gioco presentava importanti novità sia grafiche sia contenutistiche: le uniche province esplorabili sono High Rock e Hammerfell (mentre in Arena erano disponibili tutte le province di Tamriel), la somma delle cui estensioni territoriali ammonta ad oltre 160.000 km quadrati, il tutto grazie al meccanismo di casualizzazione con cui si rese possibile la generazione delle 15.000 città visitabili e dei 750.000 NPC con cui poter interagire. Oltretutto, per la produzione del gioco venne impiegato il motore grafico XnGine, che rese tridimensionale l'ambiente di gioco, oltre al meccanismo GURPS che introdusse la possibilità di scegliere tra più opzioni di dialogo per una maggior personalizzazione del protagonista.
Il secondo capitolo della saga presentava, ancora una volta, alcuni bug di gioco, ma risultò comunque un successo commerciale.

#### The Elder Scrolls III: Morrowind(2002)

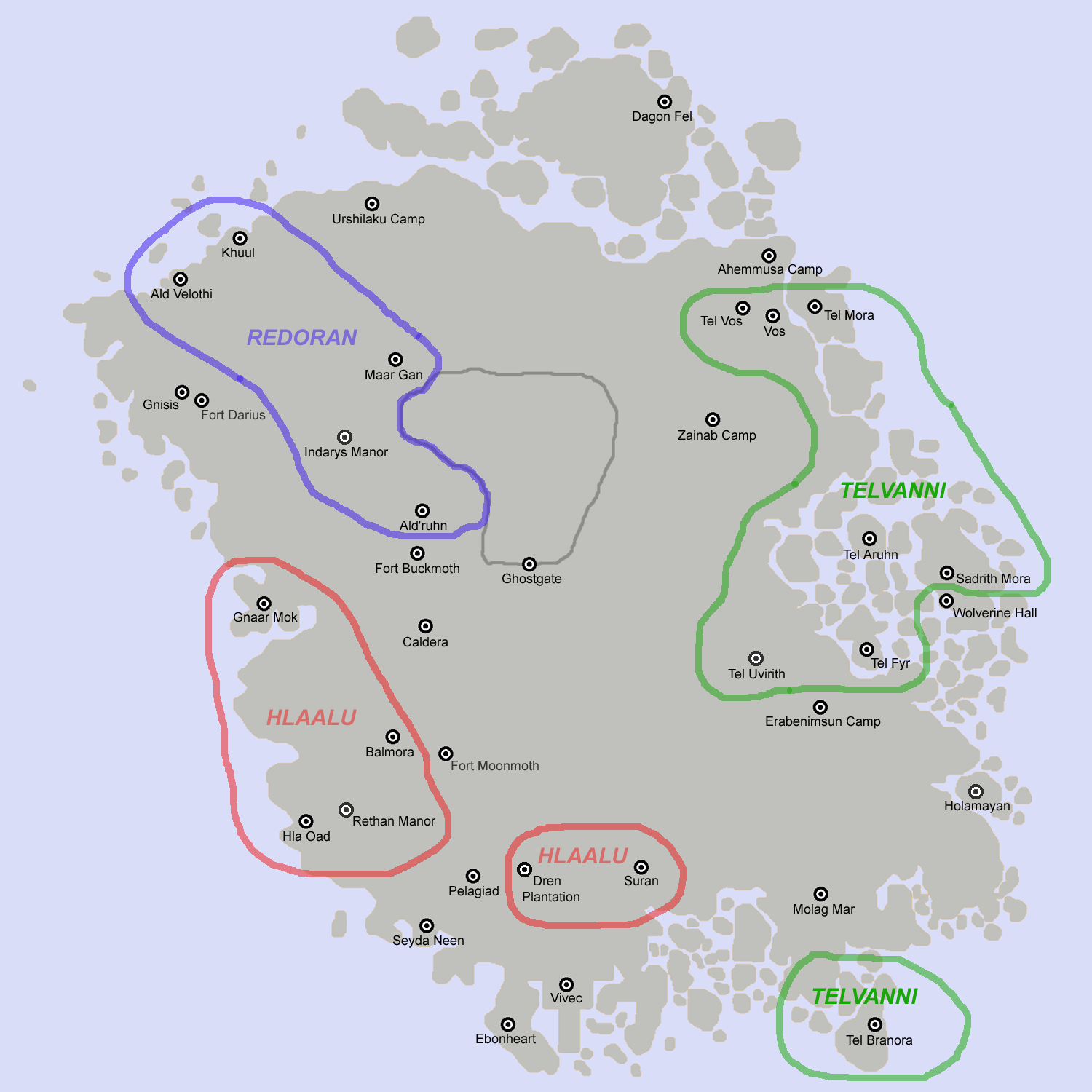
Mappa della regione di Vvardenfell

Il terzo capitolo della saga, Morrowind, fu pubblicato nel 2002, e tra le principali novità si annovera la compatibilità con la console Xbox (Arena e Daggerfall erano esclusivamente per PC Microsoft). Il gioco, inoltre, non fu realizzato da Peterson e Lefay (nonostante il suo sviluppo risalga agli anni di Daggerfall), ma dal nuovo game director di Bethesda Todd Howard, che già aveva presieduto allo sviluppo di The Elder Scrolls Adventures: Redguard.
Howard modificò in modo radicale il progetto di sviluppo di Morrowind: se Peterson e Lefay, nei primi due capitoli, avevano optato per un'impostazione quasi esasperata da open world, ricorrendo a meccanismi di casualizzazione per aumentare l'estensione virtuale dell'ambiente di gioco, Howard invece decise di limitare drasticamente l'ambiente di gioco, pur mantenendolo totalmente esplorabile ed interagibile. Morrowind è ambientato nell'isola di Vvardenfell, appartenente alla provincia di Morrowind, e la sua estensione virtuale, pari a 16 km²,  evidenzia il distacco da Peterson-Lefay. Ulteriormente, fu abbandonato il motore XnGine, al quale fu preferito Gamebryo, che ricorreva al Direct 3D e che permise a Howard di pubblicizzare il gioco mediante la vendita della nuova scheda video GeForce4 di NVIDIA. In questo modo, Bethesda poté ampliare la qualità di dettagli, sia a livello di NPC interagibili sia a livello architettonico.
Le mosse di Howard si rivelarono subito più che azzeccate: il responso del pubblico fruitore fu più che positivo: in tre anni, il videogioco fu venduto in più di 4 milioni di copie, risultando non un semplice successo, bensì anche una conferma delle potenzialità della saga e di Todd Howard, dal momento che entrambi, Howard prima Morrowind poi, avevano permesso a Bethesda di risollevarsi e di diventare una casa di produzione videoludica di punta a livello internazionale. Oltretutto, furono realizzati due DLC, Tribunal e Bloodmoon.
La trama si svolge nella regione di Morrowind, precisamente sull'isola di Vvanderfell dove il protagonista, chiamato Nerevarine, è la reincarnazione del mitico Dumner Nerevar che affronta Dagoth Ur, un potente Chimer che regna su Morrowind da quattro secoli.

#### The Elder Scrolls IV: Oblivion(2006)
Il successo commerciale di Morrowind consentì a Todd Howard di acquisire in modo stabile il ruolo di game director per Bethesda, in particolare per la serie The Elder Scrolls. In realtà, lo sviluppo di Oblivion prese avvio già poco tempo dopo la pubblicazione di Morrowind, parallelamente ai lavori sui DLC del terzo capitolo.
La cura per lo sviluppo del gioco si rifletté nello sviluppo della stessa trama e dell'espansione dell'estensione virtuale: il quarto capitolo della saga è infatti ambientato nell'intera Cyrodiil, e tratta le vicende della Crisi dell'Oblivion, con la morte di Uriel Septim VII e l'invasione dei daedra. Migliorato graficamente e nei contenuti, il gioco dimostrò come la casa di produzione stesse compiendo ampi passi in avanti. Il gioco, infatti, fu reso disponibile anche per PlayStation 3 e Xbox 360, console di settima generazione, registrando comunque un boom di vendite. Anche in questo caso, furono resi disponibili due contenuti aggiuntivi: Knights of the Nine e Shivering Isles.
La trama si svolge nella regione di Cyrodill dove un'organizzazione segreta chiamata La Mitica Alba che adora Mehrunes Dagon, signore daedrico della distruzione e dell'ambizione, apre i portali dell'Oblivion permettendo all'esercito di Dagon di invadere Tamriel. Il protagonista, chiamato Eroe di Kvatch, dovrà impedire che il mondo venga distrutto da tale minaccia.

#### The Elder Scrolls V: Skyrim(2011)
Il quinto capitolo della saga, Skyrim, fu pubblicato nell'iconica data dell'11 novembre 2011, dopo più di un anno di voci e indiscrezioni: già nell'agosto 2010, infatti, il direttore di Bethesda, aveva rivelato l'uscita prossima di un gioco alla cui realizzazione il team di sviluppo si era dedicato sin dai tempi post-Oblivion, ma che aveva tardato ad arrivare a causa del concomitante sviluppo di Fallout 3, pubblicato nel 2008. Furono delle indiscrezioni di una giornalista danese a destare sospetti sull'imminente pubblicazione del sequel di Oblivion, sospetti poi confermati quando Howard svelò il titolo di The Elder Scrolls V: Skyrim in occasione degli Spike Video Game Awards del dicembre 2010.
Il gioco, premiato come "gioco dell'anno" da IGN, Spike e altri, è ambientato nella provincia nordica di Skyrim, duecento anni dopo le vicende di Oblivion. Furono poi pubblicati tre DLC: Dawnguard, Hearthfire e Dragonborn.
La trama si svolge nella regione di Skyrim dove si sta svolgendo una guerra civile e allo stesso tempo i draghi ritornano guidati da Alduin, il Divoratore del Mondo. Con il ritorno di Alduin di fatto compare l'unico guerriero in grado di sconfiggerlo, il Sangue di Drago, ovvero un mortale nato con l'anima di un drago nonché l'unico che può abbattere i draghi.

##### Altre edizioni
Il 7 giugno 2013 viene resa disponibile un'edizione speciale del titolo, dal nome The Elder Scrolls V: Skyrim Legendary Edition, per Xbox 360 e PlayStation 3, comprendente i tre DLC nonché nuove patch e nuove meccaniche per i perks del protagonista.
Dal momento che Skyrim era uscito unicamente per PC e console di settima generazione, il 12 giugno 2016 fu annunciata la pubblicazione prossima della Special Edition, un'edizione speciale del gioco, comprendente i tre DLC, appositamente per PlayStation 4 e Xbox One, edizione che uscì il 28 ottobre seguente. Successivamente, a causa dell'uscita di Nintendo Switch, il gioco è stato reso disponibile anche per questa nuova console. All'E3 del 2017, fu annunciata l'uscita dell'edizione VR del gioco, pubblicata poi il 17 novembre 2017.
All'E3 2018, Todd Howard ha annunciato l'uscita di The Elder Scrolls V: Skyrim Very Special Edition, una versione del gioco disponibile per Amazon Alexa, device di Amazon.com. Apparentemente presentato scherzosamente (per ironizzare sulle varie edizioni successive al titolo originale pubblicato nel 2011), il gioco è in realtà disponibile su Amazon USA e funziona come un'avventura testuale.
In occasione del QuakeCon 2021 viene annunciata la Anniversary Edition, uscita l'11 novembre 2021 in occasione, appunto, del decimo anniversario dall'uscita del gioco. Si tratta di un'ulteriore edizione speciale del gioco, comprendente i tre DLC nonché più di 500 elementi (mod) del Creation Club e uscita appositamente per PlayStation 5 e Xbox Series X/S, nonché, ovviamente, anche per Playstation 4 e Xbox One. L'upgrade grafico su PC è gratuito, mentre i 500+ elementi del Creation Club sono quasi tutti a pagamento.

#### The Elder Scrolls VI(TBA)
In occasione dell'E3 di Los Angeles del 2018, Todd Howard ha rivelato, attraverso un teaser di 37 secondi, che Bethesda sta lavorando al sesto capitolo della saga The Elder Scrolls. L'annuncio, che ha portato l'acclamazione dei fan, fu tuttavia rettificato dallo stesso Howard, che spiegò come il gioco fosse ancora in fase di pre-produzione: nelle intenzioni di Bethesda, infatti, rientra prima la pubblicazione di Fallout 76, poi di Starfield, e infine di The Elder Scrolls VI. Il game director di Bethesda ha tuttavia confermato di conoscere sia data di uscita sia ambientazione del nuovo capitolo, ma di non voler far trapelare alcuna notizia prima del tempo da lui stabilito.

### Spin-off

#### An Elder Scrolls Legend: Battlespire(1997)
Battlespire, inizialmente concepito come un possibile DLC di Daggerfall dal titolo Dungeon of Daggerfall: Battlespire, venne pubblicato nel 1997 come un gioco stand-alone, divenuto poi spin-off della saga principale, proponendo una modalità di gioco PvP, ovvero in multiplayer. Il gioco fu sviluppato da Lefay, ma non da Peterson.

#### The Elder Scrolls Adventures: Redguard(1998)
Redguard venne pubblicato come spin-off nel 1998. Il gioco, sviluppato da Todd Howard, si ispirava a pilastri come Tomb Raider e Prince of Persia, si discostò in modo sostanziale dai giochi appartenenti a The Elder Scrolls pubblicati fino ad allora, soprattutto per l'assenza dell'hub di creazione del personaggio da giocare, sostituito infatti dal redguard Cyrus.

#### The Elder Scrolls Travels(2003-2006)
The Elder Scrolls Travels è stata una serie di quattro giochi per cellulari pubblicati tra il 2003 ed il 2006. I giochi sono stati sviluppati principalmente da Vir2L Studios: Stormhold, Dawnstar e Oblivion> Mobile sono stati pubblicati su vari telefoni cellulari con un sistema operativo basato sul linguaggio Java mentre Shadowkey è stato pubblicato per il dispositivo N-Gage. Un altro titolo di questa serie, Oblivion, doveva essere pubblicato per la console portatile PSP ma il suo sviluppo non fu mai portato a termine.

#### The Elder Scrolls Online(2014)
The Elder Scrolls Online uscì nel 2014 per PC, Mac e console di ottava generazione, riportando l'impostazione del multiplayer, fino ad allora esclusiva del poco fortunato spin-off Battlespire. A differenza dei predecessori, Online presenta l'impostazione di un MMORPG: non a caso, il gioco è esclusivamente online, ed inizialmente veniva richiesto il pagamento di un abbonamento mensile, poi soppresso e sostituito dall'ESO Plus, abbonamento mensile opzionale che offre la possibilità di giocare alle espansioni aggiuntive di Online.
Prima dell'E3 del 2018, Bethesda aveva pubblicato dieci espansioni, acquistabili attraverso il sistema delle corone oppure gratuitamente se in possesso dell'ESO Plus (eccezion fatta per le espansioni Summerset e Morrowind). L'11 giugno 2018 sono stati annunciati i nuovi DLC Wolfhunter e Murkmire. Di seguito, la lista delle espansioni:
| Titolo espansione   | Data di uscita                                                                                      | Ambientazioni aggiuntive              | Costo                   |
| ------------------- | --------------------------------------------------------------------------------------------------- | ------------------------------------- | ----------------------- |
| Imperial City       | 1º settembre 2015 (Windows, MacOS), 15 settembre 2015 (Xbox One), 16 settembre 2015 (PlayStation 4) | Città imperiale                       | 2'500 corone / ESO Plus |
| Orsinium            | 2 novembre 2015 (Windows, MacOS), 17 novembre 2015 (Xbox One), 18 novembre 2015 (PlayStation 4)     | Wrothgar                              | 3'000 corone / ESO Plus |
| Thieves Guild       | 7 marzo 2016 (Windows, MacOS), 22 marzo 2016 (Xbox One), 23 marzo 2016 (PlayStation 4)              | Hew's Bane                            | 2'000 corone / ESO Plus |
| Dark Brotherhood    | 31 maggio 2016 (Windows, MacOS), 14 giugno 2016 (Xbox One, PlayStation 4)                           | Gold Coast                            | 2'000 corone / ESO Plus |
| Shadows of the Hist | 2 agosto 2016 (Windows, MacOS), 16 agosto 2016 (Xbox One, PlayStation 4)                            | Cradle of Shadows, Ruins of Mazzatun  | 1'500 corone / ESO Plus |
| Morrowind           | 6 giugno 2017 (Windows, MacOS, Xbox One, PlayStation 4)                                             | Vvardenfell                           | 3'500 corone / $40 USD  |
| Horns of the Reach  | 14 agosto 2017 (Windows, MacOS), 29 agosto 2017 (Xbox One, PlayStation 4)                           | Bloodroot Forge, Falkreath Hold       | 1'500 corone / ESO Plus |
| Clockwork City      | 23 ottobre 2017 (Windows, MacOS), 7 novembre 2017 (Xbox One, PlayStation 4)                         | Sotha Sil's Clockwork City            | 2'000 corone / ESO Plus |
| Dragon Bones        | 12 febbraio 2018 (Windows, MacOS), 27 febbraio 2018 (Xbox One, PlayStation 4)                       | Scalecaller Peak, Fang Liar           | 1'500 corone / ESO Plus |
| Summerset           | 21 maggio 2018 (Windows, MacOS), 5 giugno 2018 (Xbox One, PlayStation 4)                            | Summerset, Artaeum                    | $30 USD                 |
| Wolfhunter          | 28 agosto 2018 (Windows, MacOS, Xbox One, PlayStation 4)                                            | Moon Hunter Keep, March of Sacrifices | 1'500 corone            |
| Murkmire            | TBA                                                                                                 | Argonia                               | -                       |

#### The Elder Scrolls: Legends(2017)

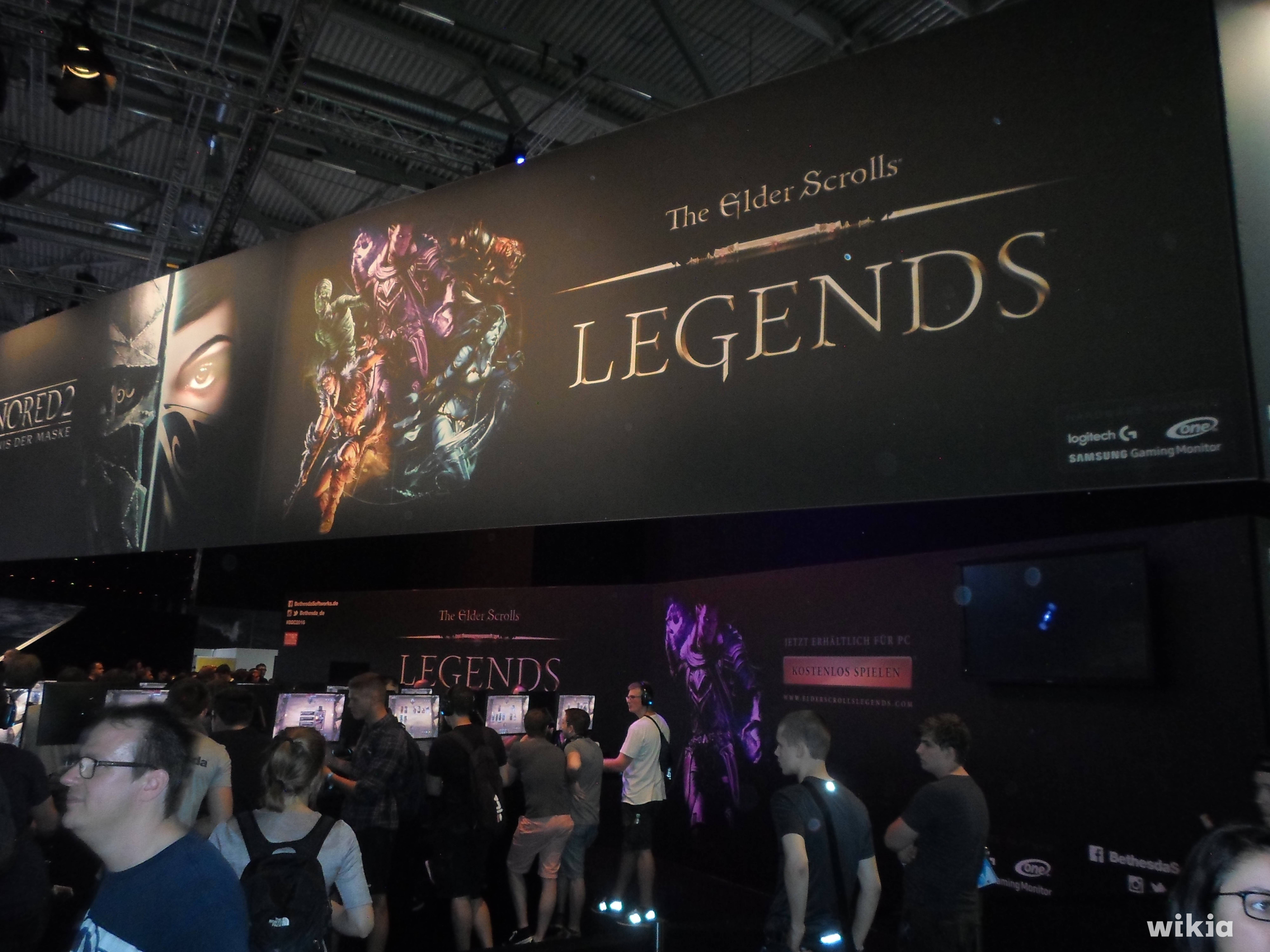
Stand di Legends al Gamescom

Legends uscì nel 2017, e si propone come un gioco free-to-play di carte collezionabili rappresentati personaggi, creature e eventi dell'universo di The Elder scrolls, le quali vengono utilizzate dai giocatori in match contro altri esseri umani o contro l'intelligenza artificiale.

#### The Elder Scrolls: Blades(2020)
In occasione dell'E3 2018, viene annunciata l'uscita prossima di Blades, gioco concepito per essere disponibile solo su smartphone e tablet: il protagonista impersona un membro delle Blade, con la possibilità di giocare una trama offline così come una arena online multiplayer. Il gioco venne pubblicato nel 2020 e si presenta come un action RPG free-to-play dove il protagonista, un membro esiliato dell'ordine delle Blades, torna nella sua città natale distrutta e sarà suo compito restaurarla acquisendo le risorse necessarie affrontando una serie di dungeon generati proceduralmente o sconfiggendo altri giocatori in battaglie PVP.

## Universo di gioco
La realtà dell'universo di The Elder Scrolls si articola in quattro piani d'esistenza, scaturiti dal conflitto tra le entità primordiali Anu (emblema della staticità) e Padomay (emblema della dinamicità), le quali dominavano nell'Aurbis, ovvero il caos successivo al vuoto assoluto.

### Aetherius
L'Aetherius è il Piano dell'Immortalità: è una dimensione abitata da entità chiamate aedra, come Magnus e Magna-Ge, i quali portarono la magia dall'Aetherius al Mundus mortale. L'Aetherius, come l'Oblivion, si articola in più regni, anche se solo quattro di essi sono noti:
- Sovngarde è il paradiso dei nord: esso fu creato da Lorkhan, figlio di Sitis, figlio di Padomay, e si distingue nella Valle di Sovngarde e nell'Aula di Shor. In The Elder Scrolls V: Skyrim, il protagonista può viaggiare a Sovngarde, dove l'antagonista Alduin si reca per nutrirsi dell'anima dei defunti e aumentare il proprio potere.
- Mantellan Crux è il regno del Mantella, visitabile dal protagonista in The Elder Scrolls II: Daggerfall.
- Le Sabbie oltre le Stelle è il regno paradisiaco dei khajiit defunti che, in vita, hanno seguito la luna. Vengono portati in questo luogo, formato da dune di zucchero, da Khenarthi, come riferito in The Elder Scrolls Online.
- Le Rive Lontane costituiscono il regno paradisiaco dei redguard di Tamriel. Tale luogo si è originato a causa dell'ingordigia di Satakal, aedra che aveva divorato il creato sino a minacciare l'esistenza dei mondi limitrofi: Akel, lo stomaco di Satakal, rispose alle richieste di aiuto dall'esterno, e spinse Satakal a divorare il suo cuore, uccidendosi e generando il regno dalla sua pelle. Le Rive Lontane vengono menzionate in The Elder Scrolls Adventures: Redguard, e sono visitabili in The Elder Scrolls Online.

### Mundus

#### Creazione del Mundus

##### Era dell'Alba e creazione del Sole
Il Mundus costituisce il piano materiale degli esseri mortali: esso fu concepito dal figlio padomaico Lorkhan, con l'aiuto di alcuni et'Ada, come Magnus, che divenne Architetto del Mundus. Magnus predispose che alcuni et'Ada confluissero nella formazione degli otto pianeti aedrici, mentre altri divennero Ehlnofey, andando a costituire la linfa vitale di Nirn. Tuttavia, al periodo della Grande Costruzione seguì quello della nascita del Sole e delle stelle: Magnus, inorridito dall'Universo, se ne andò nell'Aetherius, creando il sole, da dove proviene la magia; Magna-Ge ed altri et'Ada lo seguirono, creando le stelle.

##### Convenzione, Era Meretica e Inizio dei Tempi
Lo sdegno di Magnus era dovuto all'aver scoperto l'inganno di Lorkhan, che aveva progettato la creazione del Mundus per poter indebolire gli altri et'Ada ed aedra. Essendo i Divini troppo deboli per poter agire contro la divinità che aveva forgiato Nirn, essi ricorsero ad Akatosh, dio Padre dei draghi, che eresse la Torre Adamantina, dove si svolse la Convenzione: qui, fu decisa la pena da infliggere a Lorkhan, ovvero l'asportazione del cuore. Gli aedra Auri-el e Trinimac legarono il cuore ad una freccia, che scagliarono dove poi sorse la Montagna Rossa, attorno cui si formò Vvardenfell. L'Era Meretica si concluse con l'origine della Dinastia Camoran, che sancisce l'Inizio dei tempi.

#### Nirn
È il pianeta in cui si svolgono le avventure di The Elder Scrolls, forgiato da Lorkhan. Possiede due lune, una maggiore, Masser, che ruota attorno a Nirn, e una minore, Secunda, che ruota attorno a Masser. Entrambe erano parti del corpo di Lorkhan.
Nirn si distingue in una parte oceanica ed in una frazione di terraferma, suddivisa in sette continenti:
- Tamriel: è il continente dove sono ambientate le vicende di The Elder Scrolls, e nella storia è stato controllato da più domini imperiali, come l'Impero Cyrodiillico.
- Akavir: situato a est di Tamriel, questo misterioso continente è la terra d'origine dei draghi e delle Blade, divenute poi servizievoli verso l'Impero di Cyrodiil. Il continente aggredì Tamriel nella Prima Era invano, e poi fu aggredito dall'Impero per mano di Uriel Septim V nella Terza Era, sempre invano.
- Aldmeris: è il continente di origine degli aldmeri, che dopo la sua scomparsa sono approdati nell'isola di Summerset. Non si conosce se questo continente sia effettivamente esistito.
- Atmora: è il continente di origine dei nord, che poterono approdare a Skyrim attraversando il perennemente ghiacciato Mare dei Fantasmi.
- Pyandonea: popolato dai maormer, un ceppo mer, questo continente paludoso è creduto da molti parte geografica di Tamriel.
- Thras: questo continente è popolato da creature marine, gli sload, che rivendicavano il controllo sull'isola di Summerset, e che per questo si sono spesso scontrati con gli aldmeri.
- Yokuda: un continente sprofondato per ragioni sconosciute, forse per via di qualche incantesimo molto potente, popolato originariamente dai redguard.

### Oblivion
L'Oblivion è il piano dimensionale originatosi dall'Aurbis per mezzo degli et'Ada, i daedra, che non vollero collaborare nella creazione del Mundus. L'Oblivion è visibile da Nirn, e coincide con il vuoto cosmico che circonda il Mundus stesso. L'Oblivion è un piano infernale che si distingue in sedici reami, ognuno governato da un principe daedrico. Nella serie vengono nominati anche altri piani dell'Oblivion, non dominati da alcun daedra.

### Impero Cyrodiillico
Nei primi quattro capitoli ufficiali della saga, il giocatore interagisce con il Terzo Impero umano di Tamriel, ovvero l'Impero Septim, governato dal regnante Uriel Septim VII. L'Impero Septim comprendeva tutti i territori di Tamriel, unificati sotto l'egida di Tiber Septim, o Talos.
Nel quinto capitolo, ambientato 200 anni dopo la fine della Crisi dell'Oblivion, alla Dinastia Septim è seguita la Dinastia Mede. Essa, tuttavia, ha il controllo solamente su Cyrodiil, High Rock e Skyrim, in quest'ultima c'è una media resistenza, a causa della crescente potenza del Dominio Aldmeri.

#### Organizzazione politica
Il governo imperiale è gestito dalla massima autorità statale, ovvero l'imperatore, che siede sul Trono di Rubino della Città Imperiale. L'Impero Cyrodiillico si presenta come una monarchia dinastica, ma allo stesso tempo ad organizzazione federale, in quanto ogni sua provincia presenta a sua volta dei sovrani vassalli, che giurano fedeltà all'imperatore, e che si occupano della diretta amministrazione di suddetto territorio. Un esempio sono i Re di Morrowind, o il Re dei Re di Skyrim.
L'imperatore è coadiuvato nelle sue funzioni dall'Alto Cancelliere, solitamente un mago, che può svolgere il ruolo di reggente in caso di mancanza di una diretta e/o immediata successione.

#### Economia
Uno degli aspetti più problematici dell'Impero Cyrodiillico è la fragilità del sistema economico, basato essenzialmente su attività primarie (agricoltura, allevamento) e sul commercio. L'Impero dispone di diversi centri minerari, situati nelle province di Morrowind e Skyrim: in entrambi i casi, tuttavia, vi sono problemi amministrativi, in quanto la terra dei Dunmer è stata devastata dall'eruzione della Montagna Rossa, mentre a Skyrim il Reach, ovvero la ricca regione mineraria nordica, è afflitta dalla guerriglia dei Rinnegati.
La moneta circolante è il septim, che ha preso tale denominazione proprio da Talos, capostipite della dinastia Septim.

#### Storia recente

##### Unificazione di Tamriel (2E 852 - 896)
Dopo i secoli dell'Interregno, vissuti nel caos politico ed amministrativo, fu Cuhlecain, sovrano di Bruma e Falkreath, a dare avvio ad un progetto di unificazione nazionale di Tamriel, nel 2E 852, quando affidò al giovane generale Tiber Septim la guida del suo esercito nella Battaglia di Hrol'dan Vecchia, vinta dallo stesso Tiber Septim, che si inserì nel conflitto tra Nord e Bretoni. Il favore dei primi fu ottenuto, successivamente, in seguito alla Battaglia di Sancre Tor, che Tiber Septim poté vincere attraverso l'Urlo della Forza Inesorabile, insegnatoli dal fantasma di Wulfharth, antico re di Windhelm, e che gli valse il soprannome di Talos. In occasione della stessa battaglia, Tiber Septim rinvenne l'Amuleto dei Re. Nel 2E 854, Tiber Septim conquistò la Città Imperiale, permettendo a Cuhlecain di prendere il controllo del Trono di Rubino. Lo stesso Cuhlecain finì però assassinato, sicché fu Tiber Septim ad essere incoronato nuovo imperatore di Cyrodiil.
Una volta imperatore, Talos mise in atto una serie di campagne volte ad ultimare il progetto del suo ormai defunto superiore. Primo obiettivo fu la monarchia di Hammerfell, governata dal re Thassad II: solamente la sua morte, nel 2E 862, poté mettere in crisi i Redguard, che si divisero in Corona e Antenati. Questa guerra civile contribuì all'indebolimento di Hammerfell, che finì preda di Tiber Septim, già alleato degli Antenati. Con la Battaglia di Stros M'Kai nel 2E 864, vinta grazie al supporto del drago Nafaalilargus, Talos riuscì a prendere il controllo di Hammerfell. Nel 2E 863, intanto, Talos era riuscito a conquistare Black Marsh.
Gli altri due obiettivi erano il Dominio Aldmeri e Morrowind. Talos si focalizzò su quest'ultima regione, a causa della superiorità dei Thalmor sugli Imperiali. Le campagne di Talos contro i Dunmer iniziarono nel 2E 881, e furono di esito favorevole grazie ai conflitti intestini tra le casate di Morrowind. Furono gli stessi Dunmer ad offrire, nell'accordo di pace, il Numidium a Talos, in modo da sconfiggere il Dominio Aldmeri. Nel 2E 882, Valenwood fu conquistata, e nel 2E 896 anche le Isole Summerset capitolarono, assieme alla già ormai annessa Elsweyr.

##### Terzo Impero (2E 854 - presente)

###### Dinastia Septim (2E 854 - 4E 10)
Dopo essere stato incoronato e dopo aver ottenuto la conquista dell'intera Tamriel, Tiber Septim proclamò l'avvio della Terza Era. Alla sua morte, nel 3E 38, Talos fu seguito dal nipote Pelagius I, suo unico successore diretto nella storia. Pelagius fu assassinato nel 3E 41, e gli seguì Kintyra, di cui Talos era zio. Nel secolo successivo, l'Impero incontrò anni di instabilità, a causa di imperatori poco integerrimi. Nel 3E 110, l'Impero dichiarò guerra ai Maormer, ma rischiò di perdere le Isole Summerset.
Nel 3E 121, l'imperatrice Kintyra II fu rapita dalla Regina delle Regine di Skyrim Potema Septim, e la sua morte scatenò la Guerra del Diamante Rosso, che vide Potema e il figlio Uriel III lottare contro Cephorus e Magnus I. Nonostante la vittoria dell'imperatore Magnus I, l'Impero incontrò nuovamente anni di crisi, raggiungendo il culmine con Pelagius III, detto "il Pazzo", ricordato per aver bandito la morte quando era sul punto di morire egli stesso. In seguito alla sua destituzione, nel 3E 154, la dunmer Katariah divenne imperatrice (prima e unica sovrana elfica di Tamriel), portando stabilità all'Impero.
Nel 3E 268, l'imperatore Uriel V tentò l'invasione di Akavir, ma senza successo, portando all'indebolimento il suo stesso regno, e forzando i suoi successori a sforzarsi per riportare la stabilità, che si ottenne solo grazie a Pelagius IV, che riportò l'unità a Tamriel. Il suo successore, Uriel Septim VII, acquisì tale titolo nel 3E 368. Le vicende che lo interessano sono narrate sin dal primo capitolo di The Elder Scrolls: imprigionato dal mago Jagar Tharn nel 3E 389, fu liberato solamente dieci anni dopo; il suo regno terminò nel sangue, quando alcuni membri della Mitica Alba, setta devota al daedra Mehrunes Dagon, lo assassinarono, dando avvio alla Crisi dell'Oblivion. Il suo successore fu Martin Septim, suo figlio, che si sacrificò per chiudere il piano di interazione tra l'Oblivion ed il Nirn, ponendo fine alla Crisi dell'Oblivion ed anche alla Dinastia Septim nel 3E 433. Alla sua morte, prese il potere l'Alto Cancelliere Ocato, ed il suo Potentato durò fino al 4E 10, quando egli stesso morì assassinato.

###### Dinastia Mede (4E 17 - presente)
Nonostante la nomina al potere di un certo Thules il Balbuziente, il Consiglio degli Anziani destituì quest'ultimo in favore di Titus Mede nel 4E 17. Secondo alcune fonti, fu lo stesso Titus Mede a procurarsi con la forza il potere, il che spiegherebbe il motivo per cui Hammerfell ed Elsweyr reclamarono, in quegli anni, l'indipendenza. Sotto il regno del figlio, Titus Mede II, l'Impero si vide privato di Valenwood ed Elsweyr, cedute al terzo Dominio Aldmeri, nonché di Black Marsh, perduta durante la Crisi dell'Oblivion, e di Hammerfell, tornata indipendente e nuovamente coinvolta in lotte intestine fra Corona e Antenati.
Le concessioni agli Aldmeri permisero ai Thalmor di assumere atteggiamenti di superiorità verso il Trono cyrodiillico: Titus Mede II ricevette un ultimatum per la concessione di ulteriori benefici ai Thalmor, ma il suo rifiuto portò gli Aldmeri ad invadere Hammerfell ed High Rock nel 4E 171, dando avvio alla Grande Guerra. I Thalmor ottennero grandi successi grazie alla manovra a tenaglia organizzata da Lord Naarifin, che attaccò la Città imperiale da sud, e da Lady Arannelya, che la attaccò da ovest. Titus Mede II fuggì a Skyrim, ed organizzò la controffensiva, che si concretizzò nella Battaglia dell'Anello Rosso. Nonostante la vittoria imperiale, la Legione ne era uscita a pezzi, e Titus mede II dovette siglare il Concordato dell'Oro Bianco, concedendo diversi privilegi ai Thalmor.
Nel 4E 201, a Skyrim scoppia la ribellione dei Manto della Tempesta, guidati dallo jarl di Windhelm Ulfrich, uccisore di Torygg, jarl di Solitude e Re dei Re di Skyrim. Costui rivendica l'indipendenza della provincia nordica, soprattutto a causa dell'atteggiamento di Titus Mede II verso i Thalmor (altre colpe varie risultano essere l'aver assecondato il bando del culto di Talos e degli Otto Divini).

## Le razze

### Razze giocabili

#### Razze introdotte inThe Elder Scrolls: Arena

##### Bretoni
I Bretoni sono una razza umana di Tamriel, originaria della provincia imperiale di High Rock, situata a nord-ovest del continente. Sin da Arena, i Bretoni vengono descritti come individui alti e dai capelli scuri, molto dediti al mondo della magia. In Daggerfall vengono presentati come la stirpe discendente dai Manmer, un ceppo derivante dall'unione di Aldmeri e Nedec. In Oblivion viene evidenziata la loro resistenza alla magia: i Bretoni fanno di essa la propria vita, integrandola nella cultura e nella vita di tutti i giorni. In Skyrim viene fatto riferimento a una cricca di Bretoni, la Gilda del Reach, dedita alla negromanzia.

##### Nord
I Nord sono una razza umana originaria di Atmora, discesa poi a Tamriel ed insediatasi stabilmente nella provincia settentrionale di Skyrim. In Arena viene sottolineata la loro tempra, che li rende abili guerrieri ad arma bianca. Da Daggerfall in poi i Nord ricevono dalla loro tempra un bonus resistenza contro le magie del freddo. In Skyrim, i Nord si dividono in due fazioni: una favorevole all'Impero di Cyrodiil, l'altra favorevole alle istanze politiche di Ulfric, jarl di Windhelm e capo dei rivoltosi Manto della Tempesta: questi Nord, in particolare, sono avversi all'Impero in quanto quest'ultimo era sceso a compromessi con i Thalmor, siglando il Concordato dell'Oro Bianco, che aveva bandito il tradizionale culto di Talos.

##### Redguard
I Redguard sono una razza umana originaria del continente di Yokuda, trasferitasi poi ad Hammerfell poco prima della sua scomparsa, ed anch'essi come i Nord sono particolarmente inclini al combattimento. In Oblivion, i Redguard vengono presentati come una razza propensa al combattimento di agilità, ne deriva cioè una resistenza all'avvelenamento e alle malattie.

##### Khajiit
I Khajiit, o Khajiti, sono una razza bestiale, dall'aspetto felino, residente nella provincia di Elsweyr. In Morrowind viene data una connotazione più approfondita a questa razza, inizialmente presentata come una semplice stirpe di agili ed abili esploratori: i Khajiti sono veri e propri mercanti, che nella provincia natale possono dedicarsi alla produzione di zucchero lunare, che poi viene adoperato per la produzione della skooma. In Oblivion e Skyrim, vengono presentati come una razza incline al latrocinio ed all'assassinio.

##### Argoniani
Gli Argoniani sono una razza bestiale, dall'aspetto di rettili, residente nella provincia paludosa di Black Marsh, ambiente dove hanno potuto apprendere tattiche di guerriglia, di cui sono risaputi esperti. Oltretutto, da Daggerfall in poi essi sono in grado di respirare sott'acqua. In Morrowind, gli Argoniani sono bersaglio di odio razziale, soprattutto da parte dei Dunmer, che hanno ridotto in loro potere molti individui di questa razza, introducendoli al mondo della magia. In Oblivion hanno acquisito l'immunità alle tossine e alle malattie.

##### Dunmer (Elfi Scuri)
I Dunmer, o Elfi Scuri, sono una razza elfica originaria della provincia di Morrowind, dove hanno sviluppato sia l'arte magica sia quella del combattimento, divenendo inclini all'incantamento delle armi. Inizialmente descritti come individui superbi, i Dunmer diventano in Skyrim bersaglio di odio razziale da parte dei Nord aderenti alle istanze di Ulfric.

##### Altmer (Elfi Alti)
Gli Altmer, o Altmeri, o Elfi Alti, sono una razza elfica insediatasi nell'Isola di Summerset. Discendono dagli Aldmeri, coloro che affermano di essere il ceppo elfico più puro tra quelli derivati dai Mer, che si crede essere discendenti diretti degli Aedra: per questo, la loro cultura prevede un grande interesse per l'eugenetica. In Skyrim, viene menzionata una guerra combattuta tra gli Aldmeri e Cyrodiil, vinta proprio dagli Elfi grazie al Concordato dell'Oro Bianco.

##### Bosmer (Elfi dei Boschi)
I Bosmer, o Elfi dei Boschi, sono una razza elfica originaria di Valenwood, una provincia dominata dalla vegetazione e dalle foreste, ambiente che ha permesso a questa razza di sviluppare l'abilità dell'arco. In Morrowind vengono presentati come una razza incline all'attività di ladro o assassino.

#### Razze introdotte inThe Elder Scrolls III: Morrowind

##### Imperiali
Gli Imperiali sono la razza umana che popola la provincia di Cyrodiil, il cuore dell'Impero dei Septim. Pur essendo poco rilevanti in Morrowind, nel quarto capitolo acquisiscono importanza a causa della crisi legata all'assassinio di Uriel Septim VII, ed in Skyrim pattugliano la provincia nordica a causa della Ribellione di Ulfric. Il loro arrivo a Tamriel è stato reso possibile grazie al loro sovrano Tiber Septim.

##### Orsimer (Orchi)
Gli Orsimer, noti anche come Orchi, furono introdotti in Morrowind come razza giocabile pur essendo comparsi anche in Arena e Daggerfall come razza non giocabile, e nota solo come "Orchi". Sono originari delle regioni montuose di Tamriel, in particolare delle montagne Wrothgar e Dragontail, ed il loro principale insediamento è nella città di Orsinium. Sono molto abili nelle pratiche della forgiatura e nel combattimento dual wielding.

### Razze non giocabili

#### Razze elfiche (Ayleid, Dwemer, Falmer, Maormer)
Gli Ayleid, o Elfi Selvaggi, sono una razza elfica estinta, che grazie alle invocazioni di daedra riuscì per prima a conquistare Tamriel e ad instaurare un dominio imperiale. Furono una razza spietata verso gli umani, che si ribellarono sotto la guida di Sant'Alessia, Pelinal e Morihaus, riuscendo ad eliminare la razza ayleid.
I Dwemer, o Elfi Sotterranei, chiamati "nani" per un errato paragone con i Giganti, erano una razza evoluta a livello tecnologico, che aveva asservito la razza Falmer rendendo ogni individuo cieco. Stabilitisi soprattutto a Skyrim, Solstheim e Morrowind, costoro costruirono numerosi percorsi sotterranei, che finirono per essere abbandonati e furono quindi popolati da Falmer.
I Maormer, o Elfi del Mare, popolano il continente di Pyandonea, dove furono esiliati dagli Altmeri, e dove appresero tecniche di manipolazione magica dell'acqua.
I falmer, o elfi della neve, sono un’antica razza elfica che popolava Skyrim prima dell’arrivo dei nord. Dopo l’arrivo dì Ysgramor e dei suoi coloni da Aldmora, cominciò un periodo di pace in cui le due razze vissero in pace intavolando talvolta trattati commerciali. Tuttavia gli antichi elfi della neve videro la crescita demografica dei nord come un pericolo, così nella cosiddetta “notte delle lacrime” attaccarono la città di Saarthal, a quel tempo la "capitale", la città più importante dei Nord, massacrando gli abitanti, e i pochi nord superstiti si ritirarono ad Aldmora. Lì Ysgramor radunò un esercito di 500 compagni con cui sconfissero gli elfi e conquistarono Skyrim. Gli ultimi elfi trovarono rifugio dai Dwemer, i quali sebbene inizialmente li accolsero con benevolenza cominciarono a somministrargli funghi velenosi che li resero degli schiavi ciechi, rendendoli come li conosciamo oggi. I falmer pianificarono una vendetta e un assalto alle città naniche, tuttavia i dwemer erano scomparsi. Si insediarono quindi lì, fondando una civiltà tribale in cui non si fidano di qualunque cosa diversa da loro e allevano i Chaurus da cui ricavano cibo ed armi. 
Gli ultimi veri elfi della neve rimasti si possono incontrare nel DLC “The Elder Scrolls V: Dawnguard” in cui uno dei due chiederà al sangue di drago di uccidere il fratello (diventato vampiro) e di ottenere in cambio l’arco di Auriel.

#### Razze bestiali (Draghi, Giganti, Lilmothiit, Sload)
I Draghi sono una razza originaria del continente di Akavir, da dove poi migrarono per giungere a Tamriel, dove però trovarono l'opposizione delle Blade e del Sangue di Drago. Il loro linguaggio è la Lingua dei Draghi, che può essere adoperata anche in combattimento: gli uomini in grado di apprenderla possono sfruttarla per scagliare Urli, o i cosiddetti Thu'um.
I Giganti sono una razza umanoide che popola i luoghi selvaggi di High Rock e Skyrim. Vivono solitamente in gruppi di due fino a quattro esemplari, lontani dalla civilizzazione, procacciandosi sostentamento dalla caccia e dall'allevamento di mammut.
I Lilmothiit furono una razza di Black Marsh, da dove vennero cacciati per mezzo degli Argoniani, migrando verso Akavir, dove caddero in schiavitù, fino all'estinzione. Avevano l'aspetto di una volpe.
Gli Sload sono creature dell'acqua, che spesso hanno combattuto per il controllo dell'Isola di Summerset. Vivono nel continente di Pyandonea.

#### Daedra (Principi daedrici, Dremora, Atronach)
Mehrunes Dagon è considerato il principe daedrico più malvagio; a volte tenta persino di invadere Tamriel e il Mundus. Occupa un regno nell'Oblivion.

## Fazioni e gilde
L'universo di The Elder Scrolls è arricchito dalla presenza di un mosaico di gilde e fazioni, a favore delle quali il giocatore può schierarsi nel corso della sua avventura, o con i cui membri il giocatore può interagire. Taluni gruppi sono attivi in tutta Tamriel, e compaiono in più titoli della serie, mentre altri operano solo in determinate province dell'Impero cyrodiillico.

### Fazioni imperiali

#### Legione e Marina imperiali
Introdotta con lo spin-off The Elder Scrolls Adventures: Redguard, la Legione imperiale è la principale forza armata riconosciuta dall'Impero attiva sul territorio di Tamriel, nonché in alcune località del dominio degli Aldmeri. Ispirata all'antico esercito dell'Impero romano e nata dalla Legione di Sant'Alessia, che operò nel corso della ribellione contro gli Ayleid, la Legione Imperiale presenta diversi avamposti sparsi in tutto il continente di Tamriel. In Morrowind, al protagonista viene offerta la possibilità di entrare a far parte della Legione, con anche l'occasione di scalare la vetta della gerarchia interna. Mentre in Oblivion ciò non viene reso possibile, in Skyrim al protagonista viene reso possibile il reclutarsi con la Legione al fine di contrastare la ribellione di Ulfrich, jarl di Windhelm. La Legione Imperiale fu attiva nel Secondo e nel Terzo Impero, ed è consacrata al dio Stendarr, che si crede aver guidato l'imperatore Tiber Septim nei suoi ultimi anni di vita.
La Marina imperiale, invece, è la flotta navale dell'Impero cyrodiillico, un tempo detentrice del primato sulle acque di Tamriel, minato poi dalle flotte dell'Hammerfell e del Dominio Aldmeri. I suoi principali avamposti sono a Cyrodiil, High Rock, Skyrim e Morrowind.

#### Blade e Penitus Oculatus
Quello delle Blade fu un ordine nato nel continente di Akavir, noto per essere la terra d'origine dei draghi, i cui stessi membri erano in origine noti come Dragonguard. Nel corso della Prima Era, più precisamente in occasione della battaglia del Passo del Pale, le Blade riconobbero l'imperatore Reman Cyrodiil come Sangue di Drago, gli si asservirono e giurarono di fornirgli la massima protezione. Le Blade si trasformarono in veri e propri servizi segreti al soldo dell'imperatore, il quale avrebbe sempre dovuto essere un Sangue di Drago. Le Blade, tuttavia, non furono in grado di prevenire l'assassinio dell'imperatore Uriel Septim VII ad opera della Mitica Alba, la cui morte scatenò la Crisi dell'Oblivion, e la loro posizione cominciò a vacillare sin da quando il Dominio Aldmeri cercò di imporre al nuovo imperatore Titus Mede II il loro scioglimento. In seguito alla Grande Guerra, conclusasi con il Concordato dell'Oro Bianco, venne imposta la dissoluzione dell'ordine delle Blade, i cui membri cominciarono ad essere perseguiti dai Thalmor. In Skyrim, il protagonista può collaborare nella rifondazione dell'ordine con gli ex-membri Delphine ed Esbern, che renderanno il Tempio del Rifugio Celeste (un tempo "succursale" del Tempio del Signore delle Nubi) la sede centrale dell'Ordine.
Il Penitus Oculatus è l'organizzazione che venne alla luce attraverso il Concordato dell'Oro Bianco. Concepita per prendere il posto delle Blade, ha per comandante supremo l'Imperatore stesso, e fa la sua comparsa in Skyrim. Il Penitus Oculatus è l'organizzazione contrapposta alla Confraternita Oscura, ed ha sede presso il Ponte del Drago.

#### Compagnia d'Oriente e Società Geografica
La Compagnia Commerciale dell'Impero Orientale è un'organizzazione commerciale con tre sedi: a Morrowind, a Skyrim ed a Solstheim. Operano nelle azioni commerciali delle province orientali dell'Impero, rendendo così l'imperatore, principale azionista dell'organizzazione, l'individuo più ricco nel territorio di Tamriel.
la Società Geografica Imperiale è un'organizzazione atta alla conservazione ed alla schedatura dei documenti storici ed informativi del territorio di Tamriel. Ad essa si deve soprattutto la pubblicazione della Guida tascabile dell'Impero e la realizzazione del censimento dei Principi daedrici.

#### Culto imperiale
Il Culto imperiale è un'organizzazione di stampo missionario un tempo attiva su tutta Tamriel, dedita alla diffusione del culto degli Otto Divini, di Tiber Septim (altresì noto come Talos) e delle Nove Virtù. Tale organizzazione si sciolse in seguito alla promulgazione del Concordato dell'Oro Bianco, che bandì il culto di Talos in tutta Tamriel.

### Fazioni anti-imperiali

#### Manto della Tempesta
I Manto della Tempesta sono una fazione politico-militare presente esclusivamente nella provincia di Skyrim. Nati su iniziativa dello jarl di Windhelm Ulfric, i Manto della Tempesta sono un consistente gruppo di rivoltosi avversi all'Impero cyrodiillico. A capo di essi si trova lo stesso Jarl Ulfric, divenuto nemico aperto dell'Impero di Tamriel dopo aver sfidato a duello lo jarl di Solitude, Torygg, ed averlo ucciso con un Urlo: Torygg, già Re dei Re di Skyrim, fu sfidato da Ulfric in quanto quest'ultimo non lo riteneva degno del suo incarico, soprattutto dopo la sua mancata opposizione al bando promulgato dall'Imperatore contro il culto di Talos e degli Otto Divini, religione bandita per volontà degli Aldmeri, in virtù del Concordato dell'Oro Bianco. I Manto della Tempesta radunano quasi esclusivamente individui appartenenti alla razza Nord, in quanto il gruppo stesso rivendica istanze di stampo nazionalistico e patriottico: ciononostante, il giocatore può unirsi a tale fazione a prescindere dalla razza impersonata.

#### Thalmor
I Thalmor sono l'organizzazione politica a capo del Dominio degli Aldmeri. Essi nacquero inizialmente nel territorio dell'Isola di Summerset, regione di Tamriel abitata dagli elfi alti, riuscendo ben presto a prendere il controllo di tale territorio, ed a guidare l'espansione degli Aldmeri nel territorio di Valenwood, per arginare il problema della pirateria ostile agli elfi alti. Scacciati da Tiber Septim, che fece di Valenwood una provincia imperiale, i Thalmor fanno ritorno in seguito alla conclusione della Crisi dell'Oblivion, riuscendo ad invadere Hammerfell e Cyrodiil, dando via alla Grande Guerra contro Titus Mede II, che riuscì tuttavia a respingere la Legione dei Thalmor nella Battaglia dell'Anello Rosso. Non disponendo più di solide forze armate in grado di scagliare un'offensiva, Titus Mede II rinunciò alla prosecuzione del conflitto, e firmò il Concordato dell'Oro Bianco, una sorta di armistizio che asserviva l'Impero cyrodiillico ai Thalmor. Essi hanno portato alla promulgazione del bando sul culto di Talos (ovvero Tiber Septim) e degli Otto Divini.

### Gilde riconosciute

#### Gilda dei Guerrieri e Compagni
La Gilda dei Guerrieri è un'organizzazione di mercenari operativa in quasi tutto il territorio di Tamriel, fondata su supervisione del Potentato Akaviri e per volontà di Reman Cyrodiil, con il fine di provvedere ad un miglior addestramento degli uomini di Tamriel. Introdotta in Daggerfall, la Gilda ha sede in tutte le province imperiale, eccezione fatta per Skyrim. Originariamente, essa avrebbe dovuto avere membri puramente Akaviri, ma furono molti uomini ad entrare al suo interno.
A Skyrim, la Gilda non è operativa, pur avendo avuto sede in passato presso la Pietra di Shor. Essi sono sostituiti da un'organizzazione affiliata, i Compagni, nati dal gruppo di soldati di Ysgramor, i Cinquecento Compagni, che guidarono la conquista di Skyrim da Atmora, eliminando i Falmer che avevano trucidato i Nord nella Notte delle Lacrime. La sede dei Compagni è a Whiterun, in un edificio chiamato Jorrvaskr, nato da una delle navi della flotta di Ysgramor ed in prossimità della Forgia Celeste. I Compagni non hanno schieramento politico, operano come mercenari e sono privi di un vero e proprio comandante. Al loro interno, è presente il Circolo, un ristretto gruppo di cinque membri che conoscono i segreti della Licantropia, ed asserviti a Hircine: di questi, Skjor finisce per morire a causa dei Mano d'Argento, Kodlak studia una possibile guarigione dal sangue di lupo, mentre Aela ed i fratelli Farkas e Vilkas accettano la loro "benedizione.

#### Gilda dei Maghi ed Accademia di Winterhold
La Gilda dei Maghi, che compare sin da Arena, è l'organizzazione che si occupa della conservazione, dello studio e della diffusione delle conoscenze magiche, le cui principali sedi sono a High Rock, Hammerfell, Morrowind, Cyrodiil (dove si trova l'Università Arcana) e Skyrim, dove poi è venuta meno. Guidata da un Arcimago e da un Consiglio di maghi, la Gilda si instaurò anzitutto presso l'Isola di Summerset, espandendosi poi in tutto il territorio di Tamriel, assumendo una struttura interna simile a quella dell'Ordine Psijic.
A Skyrim, nella Quarta Era, venne meno anche la Gilda dei Maghi, sostituita dall'Accademia di Winterhold, che ha sede nell'omonima città della provincia. Ha un'organizzazione pressoché identica a quella della Gilda dei Maghi, ma la sua sede funge anche da luogo di studi ed apprendimento per i novizi e gli affiliati. Nata dalla biblioteca di Ysmir, l'Accademia non gode di buona reputazione all'interno di Winterhold, la cui popolazione la crede responsabile del Grande Crollo, ovvero la devastazione di parte della città ad opera del mare.

#### Morag Tong
Morag Tong è una gilda di assassini operativa a Morrowind e Solstheim, riconosciuta dalla legge imperiale, ed i cui membri sono asserviti al Principe daedrico Mephala. Nonostante si tratti di un gruppo di sicari, essi sono riconosciuti dall'Impero in quanto operativi solamente su contratto, ed in quanto puniscono con la condanna a morte azioni deviate da parte dei membri, ma soprattutto per il fatto che originariamente costituivano un Ordine sacerdotale. Per i suoi atti ambigui, Morag Tong trova l'opposizione della casata Redoran, nonché della Confraternita Oscura, che però le si oppone per palese rivalità.

### Gilde non riconosciute

#### Gilda dei Ladri
La Gilda dei Ladri nasce nel territorio meridionale della provincia imperiale di Hammerfell come organizzazione dedita al patrocinio, i cui membri si occupano di ruberie, furti, rapine, razzie e borseggi. La Gilda presenta una precisa gerarchia, la cui vetta è occupata dal Maestro della Gilda. Introdotta in Daggerfall, essa è attiva non solo ad Hammerfell, ma anche a Cyrodiil, High Rock, Skyrim ed Elsweyr. Essa era piombata in crisi a causa del capofila Ilmund, il cui modus operandi aveva portato molti membri ad abbandonare l'organizzazione. Fu riportata in auge del capogilda Nicolas, salito al potere dopo Ilmund.

#### Confraternita Oscura
La Confraternita Oscura, introdotta in Daggerfall, è una gilda di assassini fortemente perseguitata dall'Impero, i cui membri si occupano dell'uccisione di determinati bersagli su contratto, adorando il dio Sithis, a cui la Confraternita è consacrata. Fondata dalla Madre Notte, la Confraternita presenta sedi note nelle province di Cyrodiil, Black Marsh, Morrowind, High Rock, Elsweyr e Skyrim. La Confraternita obbedisce alle cosiddette Cinque Dottrine, fatta eccezione per il gruppo di Skyrim.

#### Camonna Tong
La Camonna Tong è un'organizzazione operativa principalmente nel territorio di Morrowind, fortemente xenofobica e nazionalista e che mette in atto ruberie, venendo così associata alla Gilda dei Ladri: a differenza di quest'ultima, però, la Camonna è interessata a progetti politici. Non a caso, mentre le casate Redoran e Telvanni le si oppongono fermamente, la casata Hlaalu è parzialmente controllata da essa.

## Le grandi casate
Durante il corso dell'avventura il giocatore può unirsi a una sola delle tre grandi casate che presiedono al Grande Consiglio di Vvardenfell, che governa l'intera regione. Queste casate hanno un ruolo centrale nella trama e la scelta influenza il corso degli eventi nel gioco. Le case sono elencate di seguito.

### Redoran
La grande casata Redoran è una delle sei grandi casate di Morrowind. È composta da guerrieri che in passato avevano il compito di difendere i passi delle montagne Velothi da eventuali invasioni dei Nord di Skyrim. La loro influenza si estende sulla regione occidentale di Morrowind. I Redoran hanno un avamposto nella città di Ald'ruhn sull'isola di Vvardenfell e una sede centrale situata sul continente nella città di Blacklight. La grande casa ha un codice d'onore interno molto rigido, che se infranto comporta l'espulsione dall'organizzazione. I Redoran seguono il credo del Tribunale e odiano i clan dei vampiri, il Camonna Tong e la Gilda dei Ladri di Morrowind; hanno rispetto per coloro che mostrano abilità simili alle loro, come i soldati della Legione Imperiale e la Gilda dei Guerrieri.

### Telvanni
La grande casata Telvanni è uno delle sei Grandi Case di Morrowind. Sono isolazionisti per tradizione, disprezzano l'Impero e le sue leggi e perseguono la maestria in ogni arte magica. L'assemblea dei Telvanni ha due sedi: Porto Telvanni, situato in una piccola isola a nord-est di Morrowind e Sadrith Mora nell'isola di Vvardenfell. È proprio qui che negli ultimi tempi si sta concentrando l'attenzione della grande casa che vuole occupare pacificamente tutte le regioni disabitate dell'isola per assumerne il controllo e sfruttarne le risorse; per fare ciò l'organizzazione sta costruendo torri e avamposti lungo tutta la costa orientale di Vvardenfell. Molti Telvanni sono noti per essere negromanti, altri per essere diventati Lich o vampiri e addirittura alcuni sono spesso coinvolti in attività illegali, rendendo la casa Telvanni impopolare tra i comuni Dunmer; la casa Telvanni è anche la principale fonte di affari per i mercanti di schiavi. A differenza di altre organizzazioni in Tamriel, i Telvanni non impongono vincoli o veti ai propri soci: essi ritengono la riservatezza e l'indipendenza personale valori fondamentali.
Dai dialoghi dei PNG di Oblivion si viene a sapere che durante l'invasione messa in piedi da Mehrunes Dagon i Telvanni hanno gestito la difesa di Morrowind e combattuto in prima persona contro i Daedra.

### Hlaalu
La grande casata Hlaalu è una delle sei grandi case Dunmer. La casa Hlaalu ha rapidamente abbracciato l'Impero negli anni immediatamente successivi alla conquista di Morrowind da parte di Tiber Septim, essa accolse con favore le leggi imperiali e le legioni e soprattutto la libertà di commercio e di religione che venivano garantite dall'autorità imperiale. I membri di questa grande casa di conseguenza hanno grande considerazione e simpatia verso i cittadini che si uniscono alle gilde imperiali. D'altro canto essi disprezzano l'autoritarismo del Tribunale e sono odiati dalle grandi case di Redoran e Telvanni e anche dai clan dei vampiri. Si dice che molti membri della casa Hlaalu siano anche componenti e sostenitori del sindacato del crimine di Morrowind: la Camonna Tong. La sede centrale di questa grande casa è Narsis, una città situata nel profondo sud della provincia, a poca distanza dal confine con Palude Nera e Cyrodill; sull'isola di Vvardenfell l'organizzazione ha invece il suo quartier generale a Balmora e gode del sostegno del duca di Vvardenfell (ex gran maestro della casa).

## Letteratura
Nel 2009 lo scrittore statunitense Gregory Keyes ha pubblicato un romanzo, La città infernale, ambientato nel mondo immaginario di The Elder Scrolls, raccontando le vicende avvenute quarant'anni dopo i fatti narrati nel videogioco The Elder Scrolls IV: Oblivion.

## Accoglienza
La stampa specializzata lodò la saga per la sua ampia visione del "racconto videoludico", ovvero un enorme mondo di gioco, una schiera di personaggi e numero infinito di missioni, professioni e abilità.